# 熊本県道256号鹿野赤迫線
熊本県道256号鹿野赤迫線（くまもとけんどう256ごう かのあかさこせん）は、熊本県八代郡氷川町を通る一般県道である。

## 概要

### 路線データ
- 起点：熊本県八代郡氷川町鹿島（氷川町鹿島交差点、熊本県道14号八代鏡宇土線交点）
- 終点：熊本県八代郡氷川町高塚（大野交差点、国道3号交点、熊本県道155号氷川八代線起点）

## 地理

### 通過する自治体
- 八代郡氷川町

### 交差する道路
| 交差する道路                    | 交差する場所 | 交差する場所            |
| ------------------------------- | ------------ | ----------------------- |
| 熊本県道14号八代鏡宇土線        | 鹿島         | 氷川町鹿島交差点 / 起点 |
| 熊本県道255号竜北小川停車場線   | 新田         |                         |
| 国道3号 熊本県道155号氷川八代線 | 高塚         | 大野交差点 / 終点       |

### 沿線
- 道の駅竜北